# Moše Levi
Moše Levi (hebrejsky משה לוי‎‎; 1936, Tel Aviv – 8. ledna 2008, Afula) byl izraelský generál, který v letech 1983 až 1987 působil jako náčelník generálního štábu Izraelských obranných sil. Byl prvním náčelníkem štábu, který byl mizrachi.

## Život
Narodil se v Tel Avivu ještě za dob britské mandátní Palestiny do židovské rodiny pocházející z Iráku a kvůli svému malému vzrůstu si vysloužil přezdívku Moše ve-checi (hebrejsky: משה וחצי, doslova „Moše a půl“).
Do armády byl povolán v roce 1954 a sloužil v dělostřelecké brigádě Golani. Později se dal k parašutistům. Po ukončení důstojnického kurzu se v průběhu sinajské války v roce 1956 účastnil parašutistického výsadku u průsmyku Mitla.
V roce 1983 byl jmenován náčelníkem generálního štábu, kde vystřídal Rafa'ela Ejtana. V čele generálního štábu dohlížel na přesun izraelských jednotek v Libanonu a na vytvoření nárazníkové zóny v jižním Libanonu. Během jeho působení byl také zajat izraelský navigátor Ron Arad. Dohlížel na stažení izraelské armády z Libanonu v roce 1985 a vytvořil dvě nové brigády: Nachal a Givati.
Po odchodu z armády se vrátil do svého domova v kibucu Bejt Alfa na severu Izraele. V posledních letech svého života byl členem kontrolní rady dálnice 6, známé též jako Transizraelská dálnice.
Byl dvakrát ženatý a měl pět dětí. Dne 1. ledna 2008 utrpěl podruhé těžkou cévní mozkovou příhou a o osm dní později zemřel na mozkové aneurysma v lékařském centru ha-Emek ve městě Afula.